# Шибко, Виталий Яковлевич
Виталий Яковлевич Шибко (укр. Віталій Якович Шибко; род. 29 ноября 1948, Синельниково, Днепропетровская область) — украинский политик, народный депутат Верховной рады Украины II и IV—V созывов.

## Биография
Член КПСС, Первый секретарь Индустриального райкома ЛКСМ Украины города Днепропетровска.
В 1975 году окончил исторический факультет Днепропетровского университета. Работал в КБ «Южное», в 1980—1994 гг. — в Днепропетровском металлургическом институте. В 1981 г. защитил кандидатскую диссертацию.
С 1991 года состоит в Социалистической партии Украины. Секретарь Политсовета СПУ по вопросам идеологии, пропаганды и агитации, массово-политической работы, международной деятельности партии.
В 2011 году был председателем координационного совета Института демократии и социальных интересов.